# Liste der Naturdenkmale in Steina (Sachsen)
Die Liste der Naturdenkmale in Steina nennt die Naturdenkmale in Steina im sächsischen Landkreis Bautzen.

## Definition
„Naturdenkmäler sind rechtsverbindlich festgesetzte Einzelschöpfungen der Natur oder entsprechende Flächen bis zu fünf Hektar, deren besonderer Schutz erforderlich ist
1. aus wissenschaftlichen, naturgeschichtlichen oder landeskundlichen Gründen oder
2. wegen ihrer Seltenheit, Eigenart oder Schönheit.“

## Liste
Link zu einem Kartenansichtstool, um Koordinaten zu setzen.
| Bild                          | Bezeichnung                                                   | Lage                                                | Beschreibung | Datum | Nummer |
| ----------------------------- | ------------------------------------------------------------- | --------------------------------------------------- | ------------ | ----- | ------ |
| BW                            | Weißbachlauf                                                  | Weißbach (51° 13′ 29,1″ N, 14° 1′ 46″ O)            |              |       | KM119  |
| BW                            | Steinicht                                                     | Niedersteina (51° 12′ 19,4″ N, 14° 2′ 40,9″ O)      |              |       | KM134  |
| BW                            | Hausstein                                                     | Obersteina (51° 12′ 6,7″ N, 14° 3′ 43,8″ O)         |              |       | KM135  |
| BW                            | An der Windmühle                                              | Obersteina (51° 11′ 51,4″ N, 14° 3′ 46,1″ O)        |              |       | KM136  |
| BW                            | Haselbachtal (Haselbachkerbe)                                 | Obersteina (51° 11′ 23″ N, 14° 5′ 14″ O)            |              |       | KM139  |
| BW                            | Schweinegrund                                                 | Obersteina (51° 11′ 29,2″ N, 14° 5′ 26,9″ O)        |              |       | KM140  |
| BW                            | Georgenstraße                                                 | Obersteina (51° 11′ 41,1″ N, 14° 5′ 48,9″ O)        |              |       | KM141  |
| BW                            | Bergahorn in der Hutsche                                      | Obersteina (51° 11′ 50,6″ N, 14° 3′ 52,2″ O)        |              |       | B-006  |
| BW                            | Sommerlinde an der Kindertagesstätte Obersteina               | Obersteina (51° 11′ 57,2″ N, 14° 3′ 38,3″ O)        |              |       | B-007  |
| BW                            | Sommerlinde am östlichen Ortsrand Niedersteina                | Niedersteina (51° 12′ 25,6″ N, 14° 2′ 34,2″ O)      |              |       | B-008  |
| mehr Fotos \| Fotos hochladen | Stieleiche in der Weggabel Weißbach nach Oberlichtenau        | Weißbach/Pulsnitz (51° 12′ 53,6″ N, 14° 1′ 57,6″ O) |              |       | B-011  |
| BW                            | 3 Stieleichen hinter der Siedlung Obersteina am Waldrand      | Obersteina (51° 12′ 20,4″ N, 14° 3′ 52″ O)          |              |       | B-012  |
| BW                            | Stieleiche 630 m nordwestlich des Heideberges                 | Weißbach/Pulsnitz (51° 13′ 7,9″ N, 14° 0′ 59,1″ O)  |              |       | B-014  |
| BW                            | 2 Stieleichen 600 m nordwestlich des Heideberges              | Weißbach/Pulsnitz (51° 13′ 6,7″ N, 14° 0′ 59,7″ O)  |              |       | B-015  |
| BW                            | 4 Rotbuchen am Schwedenstein-Nordhang                         | Niedersteina (51° 11′ 45,8″ N, 14° 3′ 20″ O)        |              |       | B-016  |
| BW                            | Winterlinde am Schwedenstein                                  | Niedersteina (51° 11′ 41,9″ N, 14° 3′ 20″ O)        |              |       | B-017  |
| BW                            | Stieleiche westlich des Schwedensteins                        | Niedersteina (51° 11′ 29,6″ N, 14° 2′ 56,7″ O)      |              |       | B-020  |
| BW                            | Sommerlinde nordwestlich der ehemaligen Windmühle             | Niedersteina (51° 11′ 50,6″ N, 14° 3′ 39,2″ O)      |              |       | B-022  |
| BW                            | 2 Stieleichen am Waldrand südöstlich Obersteina               | Obersteina (51° 11′ 56″ N, 14° 4′ 5″ O)             |              |       | B-042  |
| BW                            | Aufschluss Grauwacke/Granit-Kontaktzone auf dem Schwedenstein | Niedersteina (51° 11′ 31,6″ N, 14° 3′ 18,7″ O)      |              |       | F-003  |